# T.E.V.I.N.
T.E.V.I.N. es el álbum debut de estudio del cantante estadounidense Tevin Campbell, publicado el 19 de noviembre de 1991 por los sellos Qwest Records y Warner Bros. Records. El álbum fue certificado platino en 1994.

## Recepción
Del álbum T.E.V.I.N. fueron liberados dos éxitos #1 en los listados R&B, «Tell Me What You Want Me to Do» y «Alone with You», entre otros varios éxitos. De los ocho sencillos que fueron liberados de este álbum en total, cinco ingresaron al top 10, Prince produjo «Round and Round», mientras que Al B. Sure y Kyle produjeron «Goodbye» y «Just Ask Me To». El resto de sencillos del álbum son «Strawberry Letter 23», «One Song» y «Confused». El éxito del álbum también le generó a Campbell sus dos primeras nominaciones a los Premios Grammy.

## Listado de canciones
| N.º | Título                                         | Duración |  |
| 1.  | «Round and Round»                              | 4:54     |  |
| 2.  | «Interlude/Over The Rainbow And On To The Sun» | 0:49     |  |
| 3.  | «Tell Me What You Want Me to Do»               | 5:03     |  |
| 4.  | «Lil' Brother»                                 | 4:09     |  |
| 5.  | «Alone with You»                               | 5:07     |  |
| 6.  | «Strawberry Letter 23»                         | 4:07     |  |
| 7.  | «One Song»                                     | 4:27     |  |
| 8.  | «Just Ask Me To» (con Chubb Rock)              | 4:07     |  |
| 9.  | «Goodbye»                                      | 4:17     |  |
| 10. | «Perfect World»                                | 4:32     |  |
| 11. | «Confused»                                     | 4:57     |  |
| 12. | «Look What We'd Have (If You Were Mine)»       | 4:40     |  |
| 13. | «She's All That»                               | 4:48     |  |

## Certificaciones
| País                                                             | Certificación | Ventas     |
| ---------------------------------------------------------------- | ------------- | ---------- |
| Estados Unidos                                                   | Platino       | 1,000,000^ |
| ^ cifras de envíos sobre la base de la certificación por sí sola |               |            |